# Renzo Rosso
Renzo Rosso (Trieste, 15 aprile 1926 – Tivoli, 21 ottobre 2009) è stato uno scrittore, drammaturgo e sceneggiatore italiano.

## Biografia
Diplomato in violino, laureato in filosofia, dirigente RAI e collaboratore di quotidiani e riviste (Nuovi argomenti, L'Espresso, Avanti!, The London Magazine), fruisce di complesse radici culturali di tradizione mitteleuropea.
Narratore acuto  e raffinato , indaga le contraddizioni umane con “uno sguardo che parte da milioni di occhi e spazia a trecentosessanta gradi sul mondo” (Calvino). In particolare l'ultima opera, vincitrice del Premio Letterario Feronia (indetto dalla città di Fiano), esprime tutto il forte pessimismo dell'autore riguardo alla possibilità dell'umanità di sfuggire dalla sua condizione naturale d'infelicità.
Il trono della bestia, una delle sue opere di maggior successo, narra la vicenda storica e umana di Papa Benedetto IX, l'unico pontefice ad aver regnato più d'una volta, incarnazione delle contraddizioni e delle problematiche della Chiesa cattolica nel Medioevo. 
Per la televisione nel 1979 è stato co-sceneggiatore con Marco Leto della miniserie televisiva I vecchi e i giovani tratta dal romanzo omonimo di Luigi Pirandello.
Nel 1960 si è sposato con la doppiatrice Benita Martini, da cui ha avuto due figli.
È morto all'età di 83 anni.

## Premi e riconoscimenti
- Nel 1967 ha ricevuto il Premio Sila sezione narrativa per Sopra il museo della scienza.[5]
- Nel 1988 Le donne divine ha ottenuto il Premio Selezione Campiello.[6]

## Opere

### Romanzi
- La dura spina, Milano, Feltrinelli, 1963.
- Il segno del toro, Milano, Mondadori, 1980.
- Le donne divine, Milano, Garzanti, 1988.
- L'adolescenza del tempo, Segrate (Milano), Frassinelli, 1991 (Roma, Azimut, 2009).
- Il trono della bestia, Segrate (Milano), Piemme, 2002.
- La casa disabitata, Torino, Nino Aragno editore, 2003.
- Il gabbiano nero, Roma, Azimut, 2006.

### Racconti
- L'adescamento, Milano, Feltrinelli, 1959.
- Sopra il museo della scienza, Milano, Feltrinelli, 1967.
- Gli uomini chiari, Torino, Einaudi, 1974.

### Opere teatrali
- La gabbia (1968),
- Il concerto[7] (1978),
- Un corpo estraneo (1984),
- Il pianeta indecente (1984),
- L'imbalsamatore (1997).

### Prosa radiofonica RAI
- Allarme al deposito, radiodramma di Renzo Rosso, con Corrado De Cristofaro, Carlo D'Angelo, Manlio Guardabassi, Franco Luzi, Giorgio Piamonti, Fernando Farese, Diego Michelotti, Adriano Micantoni, Raoul Grassilli, regia di Umberto Benedetto 27 dicembre 1955. (Lavoro segnalato per il Premio Nazionale Radiodrammatico 1954/1955 promosso dal Sindacato Nazionale Autori Radiofonici e Televisivi).[8]
- Un servizio di guerra, radiodramma di Renzo Rosso, con Ivo Garrani, Riccardo Cucciolla, Antonio Battistella, Romolo Valli, Rossella Falk, Renato Cominetti, Giotto Tempestini, Roberto Bertea, Diego Michelotti, regia di Guglielmo Morandi 14 aprile 1956.

## Premi e riconoscimenti
Premio Ubu - 1978/1979
Miglior novità per Il concerto

### Recensioni
- Giacinto Spagnoletti, in Italia domani, 6 dicembre 1959.
- Giuliano Gramigna, in Settimo giorno, 17 dicembre 1959.
- Giorgio Pollini, in Comunità, gennaio 1960.
- Piero Dallamano, in Paese sera, 4 marzo 1960.
- Pietro Citati, in Il Punto, 30 aprile 1960.
- Arnaldo Bocelli, in Il Mondo, 28 giugno 1960.
- Fernando Virdia, in La Fiera letteraria, 3 luglio 1960.
- Enrico Falqui, in La Fiera letteraria, 25 settembre 1960.
- Guido Piovene, in La stampa, 29 maggio 1963.
- Claudio Varese, in L'Espresso, 2 giugno 1963.
- Lorenzo Gigli, in La Gazzetta del popolo, 12 giugno 1963.
- Giuliano Gramigna, in Amica, 16 giugno 1963.
- Piero Dallamano, in Paese sera, 21 giugno 1963.
- Giansiro Ferrata, in Rinascita, 23 giugno 1963.
- Fernando Virdia, in La Voce repubblicana, 23 giugno 1963.
- Mario Guidotti, in Il Quotidiano, 28 giugno 1963.
- Luigi Baldacci, in Epoca, 30 giugno 1963.
- Mario Pomilio, in Il Mattino, 11 luglio 1963.
- Arnaldo Bocelli, in Il Mondo, 30 luglio 1963.
- Giorgio Pullini, in Comunità, agosto-settembre 1963.
- Enzo Siciliano, in Corriere della sera, 23 aprile 1967.
- Giuliano Gramigna, in La Fiera letteraria, 11 maggio 1967.
- Mario Lunetta, in Rinascita, 29 maggio 1967.
- Walter Mauro, in Il Mattino, 3 agosto 1967.

### Saggi critici
- Fulvio Senardi, Una corona di dure spine intorno al cuore di Trieste, in Marco Menato a cura di, L'osservatore giuliano, Istituto giuliano di storia, cultura e documentazione, Trieste 2012.

### Profili critici in volumi
- Bruno Maier, L'attività narrativa di Renzo Rosso, in La letteratura triestina del Novecento, Trieste, LINT, 1968, pp. 355–373.
- Roberto Damiani, Renzo Rosso, in Letteratura italiana - I Contemporanei, volume sesto, Milano, Marzorati, 1974, pp. 1793–1811.